# Gornji Žagari
 Gornji Žagari  falu Horvátországban, a Tengermellék-Hegyvidék megyében. Közigazgatásilag Čabarhoz tartozik.

## Fekvése
Fiumétól 34 km-re északkeletre, községközpontjától 1 km-re délkeletre, a horvát Hegyvidék nyugati részén a szlovén határ mellett fekszik.

## Története
A településnek 1857-ben 382, 1910-ben 336 lakosa volt. A trianoni békeszerződésig Modrus-Fiume vármegye Čabari járásához tartozott. 2011-ben 83 lakosa volt.

## Lakosság
| Lakosság változása | Lakosság változása | Lakosság változása | Lakosság változása | Lakosság változása | Lakosság változása | Lakosság változása | Lakosság változása | Lakosság változása | Lakosság változása | Lakosság változása | Lakosság változása | Lakosság változása | Lakosság változása | Lakosság változása | Lakosság változása |
| ------------------ | ------------------ | ------------------ | ------------------ | ------------------ | ------------------ | ------------------ | ------------------ | ------------------ | ------------------ | ------------------ | ------------------ | ------------------ | ------------------ | ------------------ | ------------------ |
| 1857               | 1869               | 1880               | 1890               | 1900               | 1910               | 1921               | 1931               | 1948               | 1953               | 1961               | 1971               | 1981               | 1991               | 2001               | 2011               |
| 382                | 376                | 307                | 321                | 325                | 336                | 380                | 364                | 400                | 396                | 411                | 349                | 200                | 141                | 104                | 83                 |